# شارزور (مهاباد)
قرية شارزور (بالكردية: شارەزوور) هي إحدى القرى التابعة لـكاني بازار في ريف قسم خليفان من مقاطعة مهاباد، في محافظة أذربیجان الغربیة الإيرانية.

## السكان
حسب إحصاءات سنة 2006، بلغ إجمالي السكان في شارزور 279 نسمة وعدد المساكن 47 مسكن. لغة سكان شارزور هي اللغة الكردية و هم من أهل السنة والجماعة والمذهب الشافعي.